# Nature Valley Open 2019
Nature Valley Open 2019, známý také pod názvem Nottingham Open 2019, byl společný tenisový turnaj mužského okruhu ATP Challenger Tour a ženského okruhu WTA Tour, který se odehrával v Nottingham Tennis Centre na otevřených travnatých dvorcích v britském Nottinghamu. Konal se od 10. do 16. června 2019 jako 24. ročník mužské části a 9. ročník ženské poloviny turnaje.
Mužská polovina se stala součástí ATP Challenger Tour v nejvyšší Category 125, jakožto událost s rozpočtem 137 560 eur. Ženská část se řadila do kategorie WTA International s dotací 250 000 dolarů. Počet mužských singlistů byl navýšen z třiceti dvou na čtyřicet osm startujících. S tím se zdvojnásobil i počet nasazených na šestnáct.
Nejvýše nasazeným hráčem v mužské dvouhře se stal osmdesátý hráč světa Daniel Evans ze Spojeného králosvtcí. V ženském singlu plnila roli turnajové jedničky dvacátá druhá žena žebříčku Caroline Garciaová z Francie. Jako poslední přímí účastníci do dvouher nastoupili 274. tenista pořadí Turek Cem İlkel a 128. žena klasifikace Rumunka Monica Niculescuová.
Osmý kariérní challenger v mužské dvouhře vybojoval 29letý Brit Daniel Evans. Sedmý singlový titul na okruhu WTA Tour a druhý z trávy vyhrála Francouzka Caroline Garciaová. Třetí společnou trofej z mužské čtyřhry challengeru si odvezl mexicko-pákistánský pár Santiago González a Ajsám Kúreší. Premiérový společný titul v ženské čtyřhře WTA získala americko-mexická dvojice Desirae Krawczyková a Giuliana Olmosová. 26letá Olmosová se tím stala první mexickou tenistkou v historii, která vyhrála turnaj WTA Tour.
Pro vytrvalý čtyřdenní déšť byla úvodní kola odehrána v hale na tvrdém povrchu.

## Rozdělení bodů a finančních odměn

### Rozdělení bodů
| Soutěž       | vítězové | finalisté | semifinalisté | čtvrtfinalisté | 16 v kole | 32 v kole | Q  | Q3 | Q2 | Q1 |
| ------------ | -------- | --------- | ------------- | -------------- | --------- | --------- | -- | -- | -- | -- |
| dvouhra mužů | 125      | 75        | 45            | 25             | 10        | 5         | —  | —  | 0  | 0  |
| čtyřhra mužů | 125      | 75        | 45            | 25             | 0         | —         | —  | —  | —  | —  |
| dvouhra žen  | 280      | 180       | 110           | 60             | 30        | 1         | 18 | 14 | 10 | 1  |
| čtyřhra žen  | 280      | 180       | 110           | 60             | 1         | —         | —  | —  | —  | —  |

### Finanční odměny
| Soutěž                                | vítězové | finalisté | semifinalisté | čtvrtfinalisté | 16 v kole | 32 v kole | Q2    | Q1  |
| ------------------------------------- | -------- | --------- | ------------- | -------------- | --------- | --------- | ----- | --- |
| dvouhra mužů                          | 18 290 € | 10 770 €  | 6 370 €       | 3 710 €        | 2 180 €   | 1 320 €   | 0 €   | —   |
| dvouhra žen                           | 43 000 $ | 21 400 $  | 11 500 $      | 6 175 $        | 3 400 $   | 2 100 $   | 1 020 | 600 |
| čtyřhra mužů                          | 7 870 €  | 4 570 €   | 2 740 €       | 1 630 €        | 920 €     | —         | —     | —   |
| čtyřhra žen                           | 12 300 $ | 6 400 $   | 3 435 $       | 1 820 $        | 960 $     | —         | —     | —   |
| částka ve čtyřhrách je uvedena na pár |          |           |               |                |           |           |       |     |

## Dvouhra mužů

### Nasazení
| Stát                           | Hráč                | ATP  | Nasazení |
| ------------------------------ | ------------------- | ---- | -------- |
| Spojené království             | Daniel Evans        | 80.  | 1.       |
| Austrálie                      | Bernard Tomic       | 84.  | 2.       |
| Chorvatsko                     | Ivo Karlović        | 94.  | 3.       |
| Španělsko                      | Marcel Granollers   | 107. | 4.       |
| Rakousko                       | Dennis Novak        | 113. | 5.       |
| Německo                        | Yannick Maden       | 114. | 6.       |
| Polsko                         | Kamil Majchrzak     | 117. | 7.       |
| Kanada                         | Peter Polansky      | 123. | 8.       |
| Jižní Korea                    | Kwon Sun-u          | 135. | 9.       |
| Rakousko                       | Sebastian Ofner     | 140. | 10.      |
| Indie                          | Ramkumar Ramanathan | 143. | 11.      |
| Německo                        | Oscar Otte          | 144. | 12.      |
| Rusko                          | Jevgenij Donskoj    | 145. | 13.      |
| Francie                        | Antoine Hoang       | 146. | 14.      |
| Švédsko                        | Mikael Ymer         | 148. | 15.      |
| Česko                          | Lukáš Rosol         | 149. | 16.      |
| Žebříček ATP k 27. květnu 2019 |                     |      |          |

### Jiné formy účasti
Následující hráči obdrželi divokou kartu do hlavní soutěže:
- Liam Broady
- Jack Draper
- Daniel Evans
- Evan Hoyt
- Paul Jubb

Následující hráč obdržel do hlavní soutěže zvláštní výjimku:
- Ivo Karlović

Následující hráč nastoupil do hlavní soutěže jako náhradník:
- Ernesto Escobedo

Následující hráči postoupili z kvalifikace:
- Brydan Klein
- Ryan Peniston

## Mužská čtyřhra

### Nasazení
| Stát                                                                                    | Hráč                | Stát      | Hráč                | ATP  | Nasazení |
| --------------------------------------------------------------------------------------- | ------------------- | --------- | ------------------- | ---- | -------- |
| Mexiko                                                                                  | Santiago González   | Pákistán  | Ajsám Kúreší        | 110. | 1.       |
| Čínská Tchaj-pej                                                                        | Sie Čeng-pcheng     | Indonésie | Christopher Rungkat | 140. | 2.       |
| Spojené království                                                                      | Ken Skupski         | Austrálie | John-Patrick Smith  | 144. | 3.       |
| Indie                                                                                   | Džívan Nedunčežijan | Indie     | Purav Radža         | 154. | 4.       |
| Žebříček ATP k 27. květnu 2019; číslo je součtem žebříčkového postavení obou členů páru |                     |           |                     |      |          |

### Jiné formy účasti
Následující páry obdržely divokou kartu do hlavní soutěže:
- Evan Hoyt /  Luke Johnson
- Liam Broady /  Scott Clayton
- Daniel Evans /  Lloyd Glasspool

Následující pár nastoupil pod žebříčkovou ochranou:
- Jonatan Erlich /  Treat Conrad Huey

## Ženská dvouhra

### Nasazení
| Stát                           | Hráčka                 | WTA | Nasazení |
| ------------------------------ | ---------------------- | --- | -------- |
| Francie                        | Caroline Garciaová     | 22. | 1.       |
| Chorvatsko                     | Donna Vekićová         | 24. | 2.       |
| Kazachstán                     | Julia Putincevová      | 28. | 3.       |
| Řecko                          | Maria Sakkariová       | 30. | 4.       |
| Ukrajina                       | Dajana Jastremská      | 32. | 5.       |
| Austrálie                      | Ajla Tomljanovićová    | 47. | 6.       |
| Čína                           | Čang Šuaj              | 50. | 7.       |
| Francie                        | Kristina Mladenovicová | 53. | 8.       |
| Německo                        | Tatjana Mariová        | 57. | 9.       |
| Rusko                          | Jevgenija Rodinová     | 70. | 10.      |
| Žebříček WTA k 27. květnu 2019 |                        |     |          |

### Jiné formy účasti

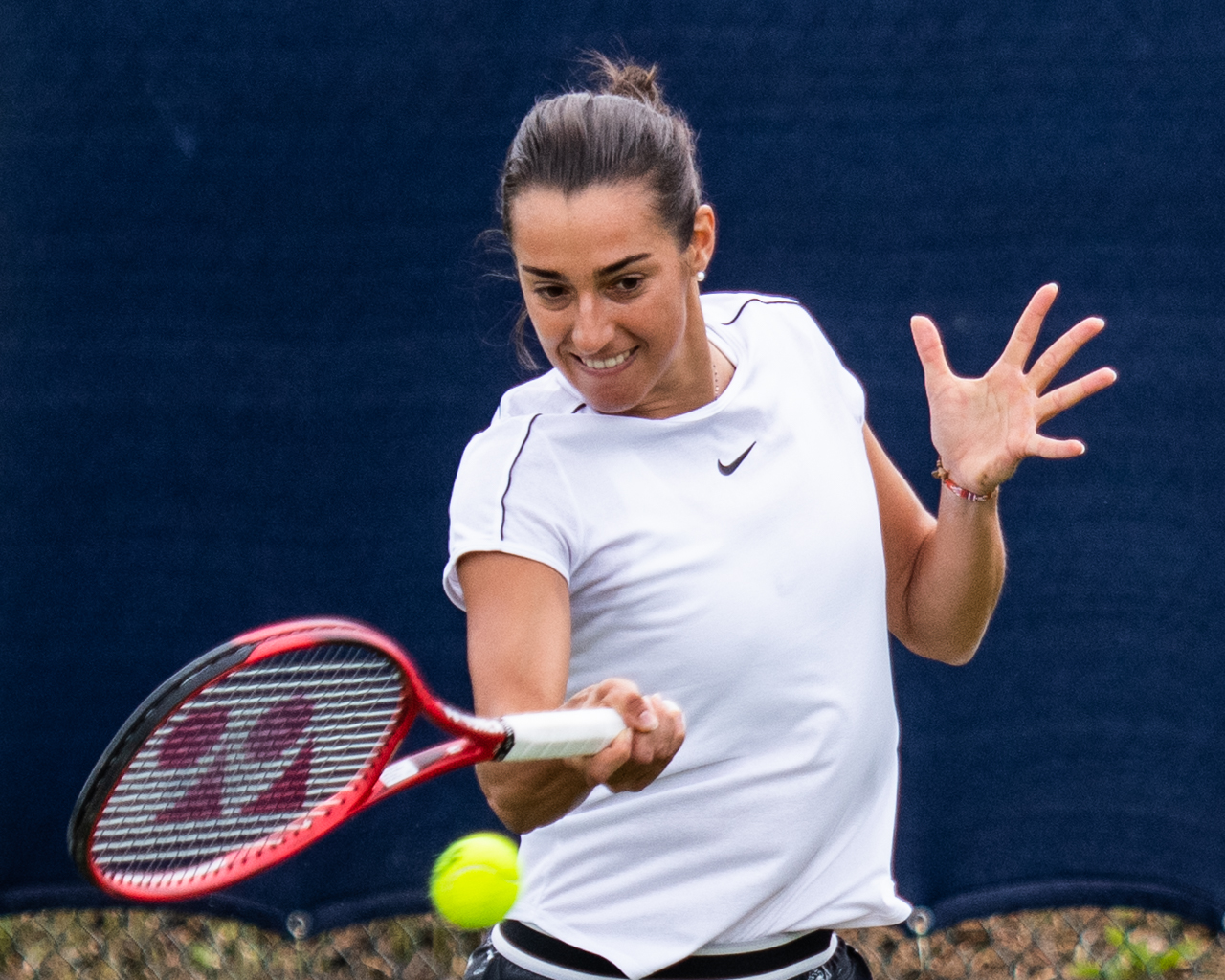
Vítězka dvouhry Caroline Garciaová

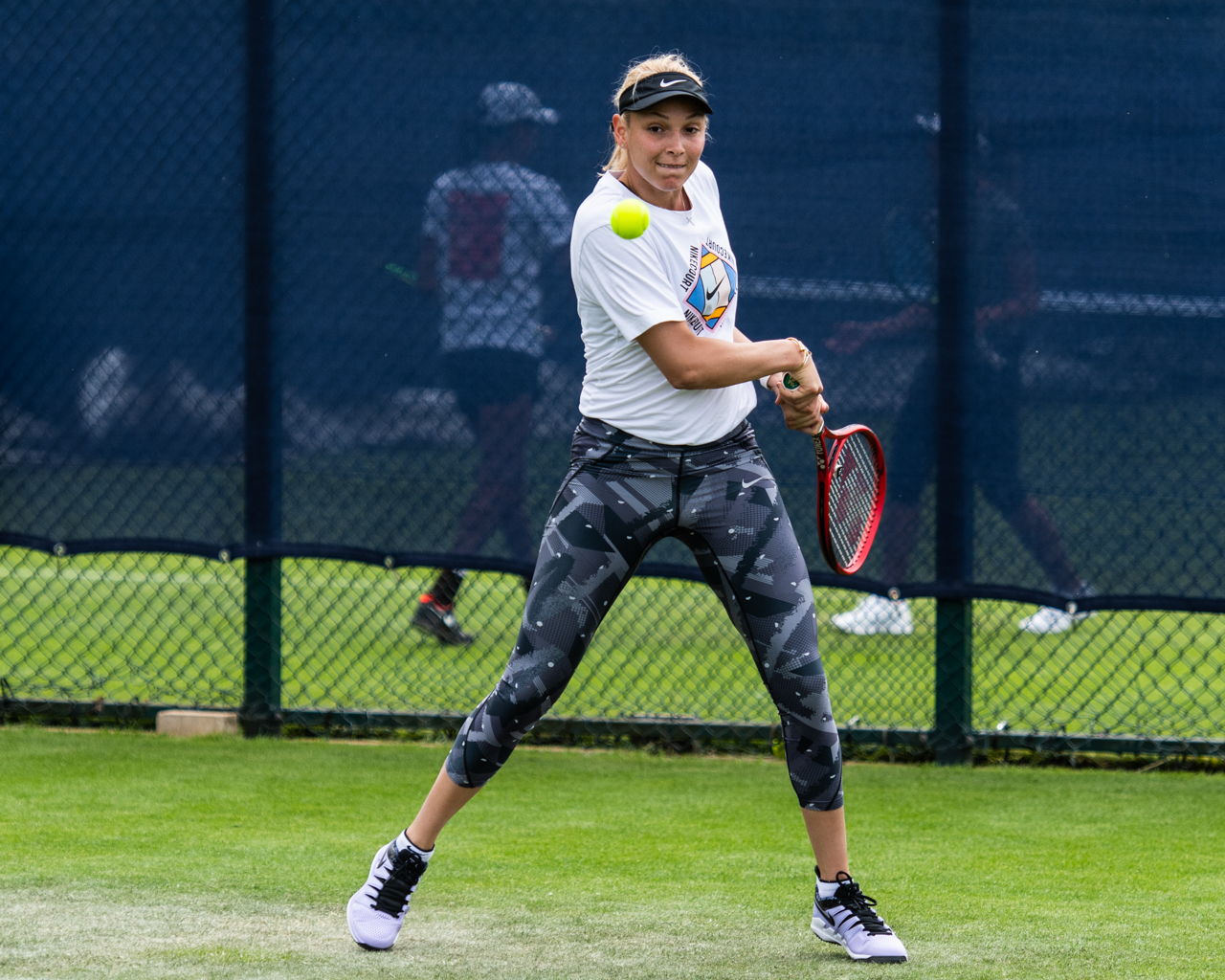
Poražená finalistka dvouhry Donna Vekićová

Následující hráčky obdržely divokou kartu do hlavní soutěže:
- Naiktha Bainsová
- Maia Lumsdenová
- Katie Swanová

Následující hráčka nastoupila do hlavní soutěže pod žebříčkovou ochranou:
- Shelby Rogersová

Následující hráčky postoupily z kvalifikace:
- Magdalena Fręchová
- Danielle Laová
- Tara Mooreová
- Ellen Perezová
- Elena-Gabriela Ruseová
- Ljudmila Samsonovová

Následující hráčky postoupily z kvalifikace jako tzv. šťastné poražené:
- Chloé Paquetová
- Ankita Rainová

### Odhlášení
před zahájením turnaje
- Ashleigh Bartyová → nahradila ji  Dalila Jakupovićová
- Katie Boulterová → nahradila ji  Astra Sharmaová
- Mihaela Buzărnescuová → nahradila ji  Sara Sorribesová Tormová
- Vitalija Ďjačenková → nahradila ji  Bernarda Peraová
- Darja Gavrilovová → nahradila ji  Jennifer Bradyová
- Camila Giorgiová → nahradila ji  Monica Niculescuová
- Johanna Kontaová → nahradila ji  Heather Watsonová
- Anastasija Potapovová → nahradila ji  Ivana Jorovićová
- Julia Putincevová → nahradila ji  Chloé Paquetová
- Barbora Strýcová → nahradila ji  Harriet Dartová
- Markéta Vondroušová → nahradila ji  Shelby Rogersová
- Dajana Jastremská → nahradila ji  Ankita Rainová

### Skrečování
- Magdaléna Rybáriková (respirační infekce)[2]

## Ženská čtyřhra

### Nasazení
| Stát                                                                                    | Hráčka             | Stát      | Hráčka                | WTA  | Nasazení |
| --------------------------------------------------------------------------------------- | ------------------ | --------- | --------------------- | ---- | -------- |
| Kanada                                                                                  | Gabriela Dabrowská | Čína      | Sü I-fan              | 22.  | 1.       |
| Polsko                                                                                  | Alicja Rosolská    | Čína      | Jang Čao-süan         | 55.  | 2.       |
| Chorvatsko                                                                              | Darija Juraková    | Slovinsko | Katarina Srebotniková | 67.  | 3.       |
| Japonsko                                                                                | Makoto Ninomijová  | Česko     | Renata Voráčová       | 107. | 4.       |
| Žebříček WTA k 27. květnu 2019; číslo je součtem žebříčkového postavení obou členů páru |                    |           |                       |      |          |

### Jiné formy účasti
Následující páry obdržely divokou kartu do hlavní soutěže:
- Naiktha Bainsová /  Freya Christieová
- Sarah Beth Greyová /  Eden Silvová

## Přehled finále

### Mužská dvouhra
- Daniel Evans vs.  Jevgenij Donskoj 7–6(7–3), 6–3

### Ženská dvouhra
- Caroline Garciaová vs.  Donna Vekićová, 2–6, 7–6(7–4), 7–6(7–4)

### Mužská čtyřhra
- Santiago González /  Ajsám Kúreší vs.  Kung Mao-sin /  Čang Ce 4–6, 7–6(7–5), [10–5]

### Ženská čtyřhra
- Desirae Krawczyková /  Giuliana Olmosová vs.  Ellen Perezová /  Arina Rodionovová, 7–6(7–5), 7–5